# Les Sentiments
Les Sentiments är en fransk dramafilm från 2003 i regi av Noémie Lvovsky.

## Utmärkelser
Filmen vann Louis Delluc-priset 2003.

## Roller (urval)
- Nathalie Baye – Carole
- Jean-Pierre Bacri – Jacques
- Isabelle Carré – Edith
- Melvil Poupaud – François
- Agathe Bonitzer – Sonia
- Valeria Bruni Tedeschi – den unga mamman